# Live Forever (песня Oasis)
Live Forever (с англ. — «Жить вечно») — песня английской брит-поп-группы Oasis, написанная Ноэлем Галлахером. Галлахер написал песню в 1991 году, перед тем, как он присоединился к Oasis. «Live Forever» имеет базовую песенную структуру с оптимистичным текстом, что контрастирует с мироощущением гранж-групп, особо популярных в то время.

## История создания
Песня была первым синглом Oasis, вошедшим в первую десятку в Великобритании и получившим признание критиков. Песня интерпретируется как ода матери братьев Галлахер Пегги. В целом, текст песни подчеркивает оптимистический взгляд.
Ноэл Галлахер объяснил, что песня «была написана в расцвете гранжа, и, я помню, у Nirvana была песня „I Hate Myself and Want to Die“ (с англ. — «Я ненавижу себя и хочу умереть»), и я был типа… 'У меня нет такого чувства', как бы я его ни любил [фронтмена Nirvana Курта Кобейна] и всё такое, у меня нет такого чувства. Я не понимаю людей, которых ходят вокруг, обдолбанные героином, и говорят, что они ненавидят себя и хотят умереть. Это глупо. Детям не нужно слышать этого». Хотя Галлахер заявил, что он ненамеренно написал «Live Forever» как прямой ответ музыке Nirvana (будучи открытым поклонником группы), он противопоставил жизнь Кобейна и его группы на тот момент: «Мне кажется, он был парнем, у которого было все, и поэтому он был несчастным. И что только с нами не случалось, я всё ещё думаю, что просыпаться по утрам, это самая замечательная вещь в мире, ведь ты не знаешь, как ты в итоге закончишь этот день. Это чертовски здорово».
Галлахер считает, что строчка «We see things they’ll never see» (с англ. — «Мы видим то, что другие никогда не увидят»), самая важная строчка в песне, объясняя, что старые друзья смеялись над шутками и историями, которые «никто другой не поймёт».

## Концертное исполнение
4 июля 2025 года композиция была исполнена Лиамом и Ноэлем Галлахерами в память о погибшем накануне в ДТП футболисте Диогу Жоте на стадионе Principality в Кардиффе на первом за 16 лет концерте в рамках тура воссоединения группы.

## Участники записи
- Лиам Галлахер — вокал
- Ноэл Галлахер — лид-гитара, бэк-вокал
- Пол Артурс — ритм-гитара
- Пол МакГиган — бас-гитара
- Тони МакКэролл — ударные

## Позиция в чартах
| Чарт (1994-95)                      | Позиция |
| ----------------------------------- | ------- |
| Canadian RPM Singles Chart          | 70      |
| Scottish Singles Chart              | 4       |
| UK Singles Chart                    | 10      |
| US Billboard Hot 100 Airplay        | 39      |
| US Billboard Mainstream Rock Tracks | 10      |
| US Billboard Modern Rock Tracks     | 2       |

| Чарт (2024)                           | Позиция |
| ------------------------------------- | ------- |
| Global Excl. US (Billboard)           | 153     |
| Ireland (IRMA)                        | 7       |
| Japan Hot Overseas (Billboard Japan)  | 18      |
| Sweden Heatseeker (Sverigetopplistan) | 8       |
| UK Singles (OCC)                      | 8       |